# Leptonadata sjoestedti
Leptonadata sjoestedti är en fjärilsart som beskrevs av Aurivillius 1904. Leptonadata sjoestedti ingår i släktet Leptonadata och familjen tandspinnare. Inga underarter finns listade i Catalogue of Life.